# Léon Barsacq
Léon Barsacq (* 18. Oktober 1906 in Karasubasar auf der Krim, Russisches Kaiserreich; † 23. Dezember 1969 in Paris, Frankreich) war ein russisch-französischer Filmarchitekt beim französischen Kino.

## Leben
Barsacq hatte in seiner dreieinhalb Jahrzehnte währenden Karriere mit nahezu sämtlichen Spitzenregisseuren des französischen Kinos der klassischen Epoche zusammengearbeitet, darunter René Clair, Jean Renoir, Marcel Carné und Julien Duvivier. Er kam schon in jungen Jahren nach Frankreich, wo er an der École des arts décoratifs studiert hatte. 1931 wurde er Assistent seines Landsmannes Andrej Andrejew und, bis er sich 1938 endgültig selbständig machte, bei der einen oder der anderen Produktion bereits als zweiter Architekt eingesetzt.
Im Jahr 1943 setzte Barsacq die Entwürfe des im Untergrund versteckt lebenden ungarischen Juden Alexandre Trauner zu Marcel Carnés legendärem Film Kinder des Olymp um. Seine schönsten späteren Arbeiten schuf der Szenenbildner vor allem zu historischen, dekorfreudigen Filmen wie Bel Ami, Der Kurier des Zaren, Die Schönen der Nacht, Der Idiot, Die Abenteuer des Till Ulenspiegel und Ich tötete Rasputin. Dabei bewegte sich vor allem der Schauspieler Gérard Philipe regelmäßig in Barsacqs Filmkulissen. Für seine in Zusammenarbeit mit Kollegen hergestellten Filmbauten zu der Kriegschronik Der längste Tag wurde Léon Barsacq 1963 für einen Oscar nominiert.
Sein Bruder André Barsacq (1909–1973) war ein gefragter Bühnen- und gelegentlicher Filmarchitekt.

## Filmografie (Auswahl)
- 1934: Chansons de Paris
- 1935: Touche-à-tout
- 1936: Le Coupable
- 1936: Courrier-sud
- 1937: Yoshiwara
- 1937: Die Marseillaise (La Marseillaise)
- 1938: J’étais une aventurière
- 1938/41: Der betrogene Betrüger (Volpone)
- 1939: Diebe und Liebe (Battement de coeur)
- 1942: Die Nacht mit dem Teufel
- 1942: Wetterleuchten
- 1943: Les Mystères de Paris
- 1943/45: Kinder des Olymp (Les enfants du paradis)
- 1945: Boule de suif
- 1945: Der Idiot (L’Idiot)
- 1946: Der unbekannte Sänger (Le Chanteur inconnu)
- 1947: Schweigen ist Gold (Le Silence est d'or)
- 1947: Eternel conflit
- 1948: Tödliche Leidenschaft (Pattes blanches)
- 1948: Venus im Auto (Tous les chemins mènent à Rome)
- 1949: So endete eine Dirne (Maya)
- 1949: Der Pakt mit dem Teufel (La Beauté du diable)
- 1950: Rendezvous in Paris (Souvenirs perdus)
- 1951: Es geschah Punkt elf (Roma, ore undici)
- 1952: Die Liebenden von Toledo (Les Amants de Tolède)
- 1952: Die Schönen der Nacht (Les Belles de nuit)
- 1952: Die Veilchen der Kaiserin (Violettes impériales)
- 1953: Die letzte Etappe (Le Grand jeu)
- 1953: Wenn Lola nicht gesungen hätte (Leur dernière nuit)
- 1954: Die Teuflischen (Les Diaboliques)
- 1954: Ihre Liebesnacht (Les Fruit de l’été)
- 1954: Bel Ami
- 1955: Das große Manöver (Les grandes manoeuvres)
- 1956: Die große und die kleine Welt (The Ambassador’s Daughter)
- 1956: Die Abenteuer des Till Ulenspiegel
- 1956: Die Mausefalle (Porte de lilas)
- 1956: Der Kurier des Zaren (Michel Strogoff)
- 1957: Immer wenn das Licht ausgeht (Pot-bouille)
- 1958: Die Schüler (Le chemin des écoliers)
- 1960: Trübe Wasser
- 1960: Sie fragte nicht nach morgen (Le Croix des vivants)
- 1961: Der längste Tag (The Longest Day)
- 1961: Alles Gold dieser Welt (Tout l’or du monde)
- 1962: Die vier Wahrheiten (Les Quatres vérités)
- 1963: Sieben Tote hat die Woche (Symphonie pour un massacre)
- 1963: Der Besuch
- 1965: Drei Zimmer in Manhattan (Trois chambres à Manhattan)
- 1966: Ich tötete Rasputin (J’ai tué Raspoutine)
- 1967: Mit teuflischen Grüßen (Diaboliquement vôtre)
- 1968: Phèdre

## Bibliographie
- Caligari’s Cabinet and Other Grand Illusions. Boston 1976.